# Shermaine Martina
Shermaine Martina est un footballeur international curacien né le 14 avril 1996 à Willemstad. Il joue au poste de défenseur central au SKS Tongres.
Son frère jumeau, Shermar, joue également au MVV Maastricht et en équipe de Curaçao.

## Carrière

### En sélection
Shermaine Martina reçoit sa première sélection en équipe de Curaçao le 26 mars 2018, en amical contre la Bolivie (victoire 1-0).